# Régularité (perception)
Pour les articles homonymes, voir Régularité.

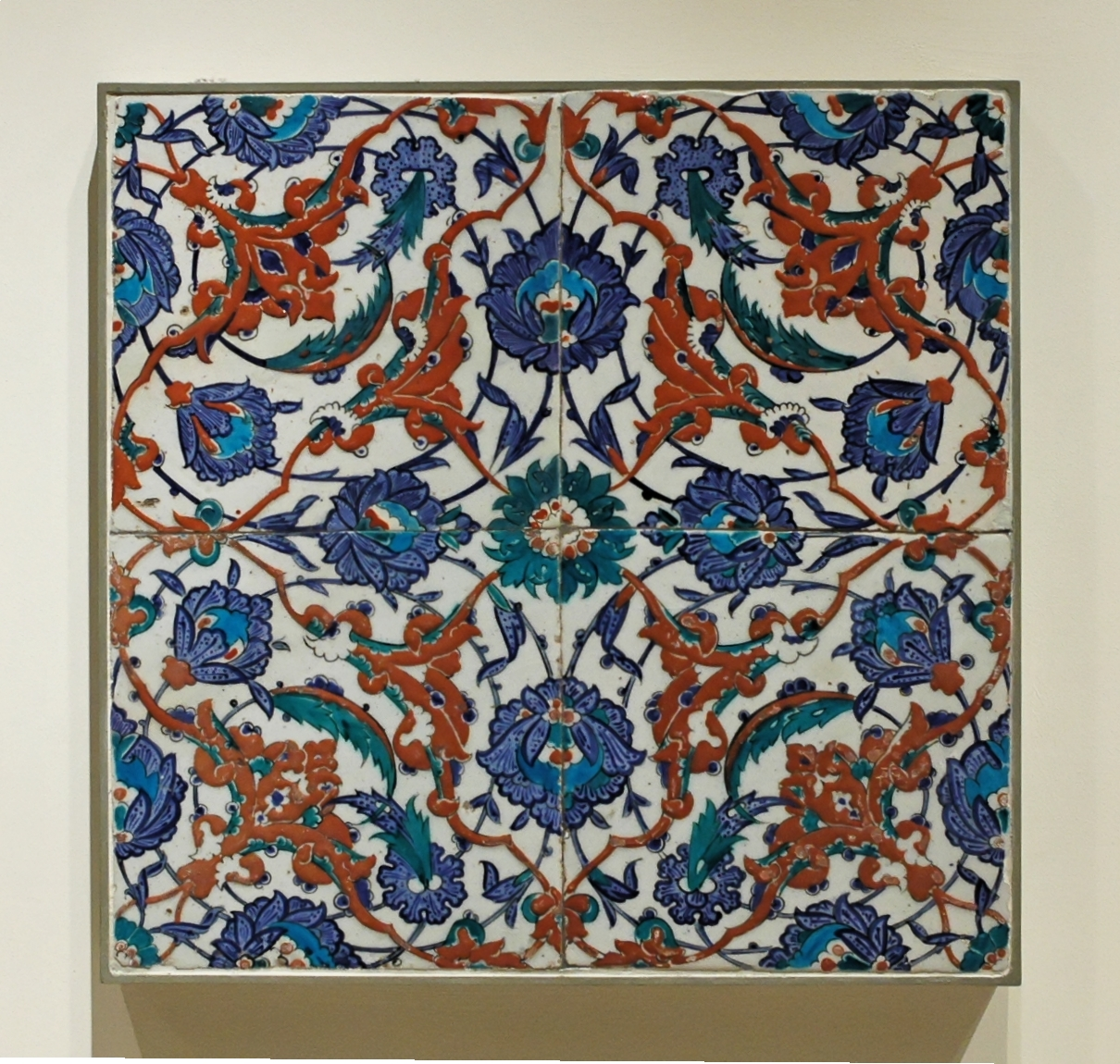
Carreaux de faïence d'Iznik (seconde moitié du XVIe siècle, Musée du Louvre, Département des arts de l'Islam).

La nature, les arts et techniques et les abstractions peuvent présenter des régularités, qu'on désigne en anglais par le mot pattern. La traduction de pattern en français varie beaucoup selon le contexte. On peut le traduire notamment par patron (dont il est issu étymologiquement), modèle, forme, motif, schéma, structure ou régularité. 
Les éléments d'une régularité se répètent de façon prévisible. Un motif géométrique est un type de régularité composée de formes géométriques élémentaires et qui se répète, comme sur du papier peint.
Une régularité naturelle ou artificielle peut s'observer directement par n'importe lequel des cinq sens. En revanche, dans les sciences, les mathématiques et la langue, une régularité abstraite peut n'être observable qu'indirectement, par analyse. En pratique, l'observation directe revient souvent à la perception de régularités visuelles, qui sont très répandues dans la nature et dans les arts. Dans la nature, les régularités visuelles ne se répètent jamais exactement ; elles sont désordonnées et souvent fractales.